# 德國進步黨
德國進步黨（德語：Deutsche Fortschrittspartei, DFP）是德國第一個現代化政黨，由普魯士眾議院（Abgeordnetenhaus）的自由派成員於1861年在反對內閣首長奧托·馮·俾斯麥的情況下成立。